# Alexander Granach
Alexander Granach est un célèbre acteur austro-hongrois né le 18 avril 1890 dans l'oblast d'Ivano-Frankivsk en Ukraine et mort le 14 mars 1945 à New York aux États-Unis.
Il est proche du courant libertaire,

## Biographie
Alexander Granach, (de son vrai nom Jessaja Granach), né de parents juifs, développa son sens théâtral au célèbre Volksbühne de Berlin. Son premier succès cinématographique fut le rôle de Knock, le célèbre homologue de Renfield, dans le film Nosferatu le vampire sorti en 1922. Il fut ainsi à l'affiche de plusieurs grands classiques allemands à l'apparition du cinéma sonore, dont La Tragédie de la mine (1931).
Avec la montée au pouvoir du nazisme en Allemagne, il s'installa à Hollywood où il fit sa première apparition dans le film de Ernst Lubitsch Ninotchka (1939), dans lequel il interprète le rôle de Kopalski. Durant la Seconde Guerre mondiale, il fut amené à jouer différents rôles à succès, aussi bien comme nazi (il joua Julius Streicher dans Hitler et sa clique) que comme fervent anti-fasciste.
Alexander Granach mourut le 14 mars 1945 d'une embolie pulmonaire à la suite d'une appendicectomie.
Alexander Granach a laissé sa biographie, Ot Geyt a Mentsh (Voici le chemin d'un homme, YKUF, New York, 1948) dont le manuscrit allemand a été traduit en yiddish par Yakov Mestl.

## Filmographie
- 1923 : I.N.R.I. de Robert Wiene
- 1923 : Paganini de Heinz Goldberg
- 1923 : Der Mensch am Wege de William Dieterle
- 1923 : Nosferatu le vampire (Nosferatu, eine Symphonie des Grauens) de Friedrich Wilhelm Murnau : Knock
- 1923 : Le Montreur d'ombres (Schatten - Eine nächtliche Halluzination)  d'Arthur Robison
- 1925 : Ein Sommernachtstraum de Hans Neumann
- 1927 : Die berühmte Frau de Robert Wiene
- 1928 : Polizeibericht Überfall d'Ernő Metzner
- 1929 : Au service du tsar (der Adjutant des Zaren) de Vladimir Strizhevsky
- 1929 : Großstadtschmetterling de Richard Eichberg
- 1931 : 1914, fleurs meurtries (1914, die letzten Tage vor dem Weltbrand) de Richard Oswald
- 1941 : Marry the Boss's Daughter de Thornton Freeland
- 1942 : Jeanne de Paris (Joan of Paris) de Robert Stevenson
- 1943 : Three Russian Girls de Henry S. Kesler et Fedor Ozep
- 1943 : Les bourreaux meurent aussi (Hangmen also die !) de Fritz Lang
- 1944 : Une voix dans la tempête (Voice in the Wind) d'Arthur Ripley

## Notices
- L'Éphéméride anarchiste : notice biographique.